# 4330 Vivaldi
4330 Vivaldi este un asteroid din centura principală, descoperit pe 19 octombrie 1982 de Freimut Börngen.